# 三木市立口吉川小学校
三木市立口吉川小学校（みきしりつ くちよかわしょうがっこう）は、兵庫県三木市口吉川町殿畑にある市立小学校。児童数は、2020年5月1日時点で68人。

## 概要

### 地理
学校のある口吉川地区は、三木市の北東方向に位置し、町の中心部を県道20号、加古川水系の支流で一級河川の美嚢川（みのうがわ）が流れている。口吉川町には、3つのゴルフ場があり、近隣には20か所程度と非常に多くのゴルフ場がある。北で加東市と隣接し、三田市、小野市と近く、酒米の「山田錦」やぶどう、丹波黒大豆を生産する農村地域である。小学校付近の標高は、約90メートル。

### 歴史
1873年、学制により、徳本・川上・清寿・心清・梅屋の5校として開校。その後、町村合併を経て1954年6月1日、美嚢郡三木町 (兵庫県)・別所村・細川村・口吉川村が合併して三木市となり、現在の三木市立口吉川小学校と改称。

## 沿革
- 1873年 - 学制により、徳本・川上・清寿・心清・梅屋の5校として開校する。
- 1893年 - 口吉川尋常小学校と改称。創立記念日を5月1日に決める。
- 1941年 - 国民学校令により、口吉川国民学校と改称。
- 1947年 - 学制改革により、口吉川村立口吉川小学校と改称。
- 1954年 - 合併/市制により、三木市立口吉川小学校と改称。
- 1971年 - 新校舎竣工。
- 1981年 - 給食制施行。
- 1993年 - 町内運動会と合同で第100回記念運動会施行。
- 1996年 - 総合学習「みなぎのタイム」施行。

## 校地
- 建物面積：2,123m2
- 体育館面積：512m2
- 付属建物面積：112m2
- 運動場面積：3,207m2
- 校地総面積：7,950m2

## 学校行事
| - 4月 始業式、入学式、参観日、校外学習 - 5月 交通安全教室、運動会 - 6月 避難訓練 | - 7月 終業式 - 8月 - 9月 始業式、自然学校 | - 10月 修学旅行 - 11月 学習発表会 - 12月 マラソン大会、終業式 | - 1月 始業式 - 2月 - 3月 卒業式、修了式 |

## 通学区域
- 口吉川町全域

## 進学先中学校
- 三木市立星陽中学校

## 周辺の施設
- 口吉川町公民館
- 殿畑公民館
- 久次公民館
- 三木口吉川郵便局
- 三木警察署口吉川駐在所
- 南畑構造改善センター（コミュニティ センター）
- 善祥寺（密教院）[2]
- 蓮花寺[3]

## 周辺の道路
- 兵庫県道20号加古川三田線
- 兵庫県道144号西脇口吉川神戸線

## アクセス
- 神戸電鉄粟生線三木上の丸駅下車、神姫バス渡瀬行、口吉川小学校前下車
- 中国自動車道吉川インターチェンジから5km

## 通学区域が隣接している学校
- 三木市立豊地小学校
- 三木市立吉川小学校
- 加東市立東条学園小中学校